# Cantonul Londinières
Cantonul Londinières este un canton din arondismentul Dieppe, departamentul Seine-Maritime, regiunea Haute-Normandie, Franța.

## Comune
| Comune                      | Populație (1999) | Cod poștal | Cod INSEE |
| --------------------------- | ---------------- | ---------- | --------- |
| Bailleul-Neuville           | 178              | 76660      | 76052     |
| Baillolet                   | 112              | 76660      | 76053     |
| Bures-en-Bray               | 330              | 76660      | 76148     |
| Clais                       | 226              | 76660      | 76175     |
| Croixdalle                  | 224              | 76660      | 76202     |
| Fréauville                  | 134              | 76660      | 76280     |
| Fresnoy-Folny               | 710              | 76660      | 76286     |
| Grandcourt                  | 362              | 76660      | 76320     |
| Londinières                 | 1 310            | 76660      | 76392     |
| Osmoy-Saint-Valery          | 333              | 76660      | 76487     |
| Preuseville                 | 127              | 76660      | 76511     |
| Puisenval                   | 30               | 76660      | 76512     |
| Saint-Pierre-des-Jonquières | 107              | 76660      | 76635     |
| Sainte-Agathe-d'Aliermont   | 323              | 76660      | 76553     |
| Smermesnil                  | 418              | 76660      | 76677     |
| Wanchy-Capval               | 341              | 76660      | 76749     |